# برايان ماكفرلين
برايان ماكفرلين هو لاعب هوكي الجليد كندي، ولد في 10 أغسطس 1931 في تيميسكيمينج شورز في كندا.

## وصلات خارجية
- برايان ماكفرلين على موقع IMDb (الإنجليزية)